# Newbliss
Newbliss (en irlandais : Cúil Darach, qui signifie « coin des chênes »), historiquement connu sous le nom de Lisdaragh (en irlandais : Lios Darach), est un village du comté de Monaghan, en Irlande.